# Фольклорное общество
Британское фольклорное общество (англ. The Folklore Society, FLS) — национальная организация Великобритании, занимающаяся изучением фольклора.
Основана в Лондоне в 1878 году как ассоциация, объединяющая фольклористов-исследователей традиционной народной культуры, включая музыку, песни, танцы, легенды и народные предания, искусство и ремёсла, обычаи и верования. Инициатором создания общества стала писательница Элиза Гатч, именно она впервые предложила идею такой организации на страницах ежеквартального журнала Notes and Queries.
В соответствии с английским законодательством общество является зарегистрированной благотворительной организацией.
Офис фольклорного общества находится в здании Королевского университета антропологии Великобритании и Ирландии. Адрес: Фицрой-стрит, 50, Лондон.

## Известные представители
Уильям Томс, редактор журнала Notes and Queries, который первым ввёл термин «фольклор», по-видимому, сыграл важную роль в формировании общества и, наряду с Лоуренсом Гоммом, в течение многих лет был одним из лидеров общества.
Фольклорист Ричард Дорсон в своей работе 1967 года называет некоторых видных членов общества термином «великая команда». Это были лидеры всплеска интеллектуального интереса к фольклористике в позднюю викторианскую эпоху: Эндрю Лэнг, Эдвин Хартланд, Альфред Натт, Уильям Клоустон, Эдвард Клодд. Более поздние историки проявляли больший интерес к относительно современным взглядам представителей общества, таких как Джозеф Джекобс. Давним членом, постоянным участником собраний и создателем публикаций общества была Шарлотта Бёрн, первая женщина, ставшая главным редактором журнала, а затем и президентом самого общества в 1909—1910 г. Этель Рудкин, фольклорист из Линкольншира, также была видным членом общества; её публикации включали несколько статей в журнале, а также книгу «Фольклор Линкольншира».

## Публикации
Общество совместно с издательством Taylor & Francis поныне публикует ежеквартальный журнал Folklore, а с 1986 года — также информационный бюллетень под названием FLS News.
Журнал, который начал выпускаться сразу после основания общества, в 1878 году, изначально именовался The Folk-Lore Record, позже название было изменено на The Folk-Lore Journal, а с 1890 года его выпуски составлялись в виде отдельных томов под названием Folk-Lore: A Quarterly Review of Myth, Tradition, Institution, & Custom. Incorporating The Archæological Review and The Folk-Lore Journal. Джозеф Джекобс редактировал первые четыре ежегодных тома под названием «Ежеквартальный обзор», затем его сменил Альфред Натт. Как глава издательства David Nutt in the Strand, Альфред Натт курировал выпуск журнала с 1890 года.
Шарлотта Бёрн редактировала журнал с 1899 по 1908 год. Затем редакция переходила поочерёдно к: А. Р. Райту (1909-14); Уильяму Круку (1915-23); А. Р. Райту (1924-31); Э. О. Джеймсу (1932-55); Кристине Хоул (1956-78); Жаклин Симпсон (1979-93); Джиллиан Беннетт (1994—2004), Патрисии Лисагт (2004—2012) и, наконец, Джессике Хемминг (2013-н. в.).

## Библиотека
Библиотека фольклорного общества насчитывает около 15 000 книг, всё собрание хранится в Университетском колледже Лондона. Коллекция состоит из опубликованных устных народных преданий британского и ирландского фольклора; имеются также внушительные собрания произведений Восточной Европы, эстонских и баскских фольклорных сказаний.
Архивы фольклорного общества включают коллекции, принадлежавшие Г. Л. Гомму и его жене, Т. Ф. Ордишу, Уильяму Круку, Генри Андерхиллу, Эстелле Канциани, Дэнису Гэллоуэю, Барбаре Эйткен, Маргарет Мюррей, Кэтрин Бриггс и другим британским исследователям фольклора.

## Президенты

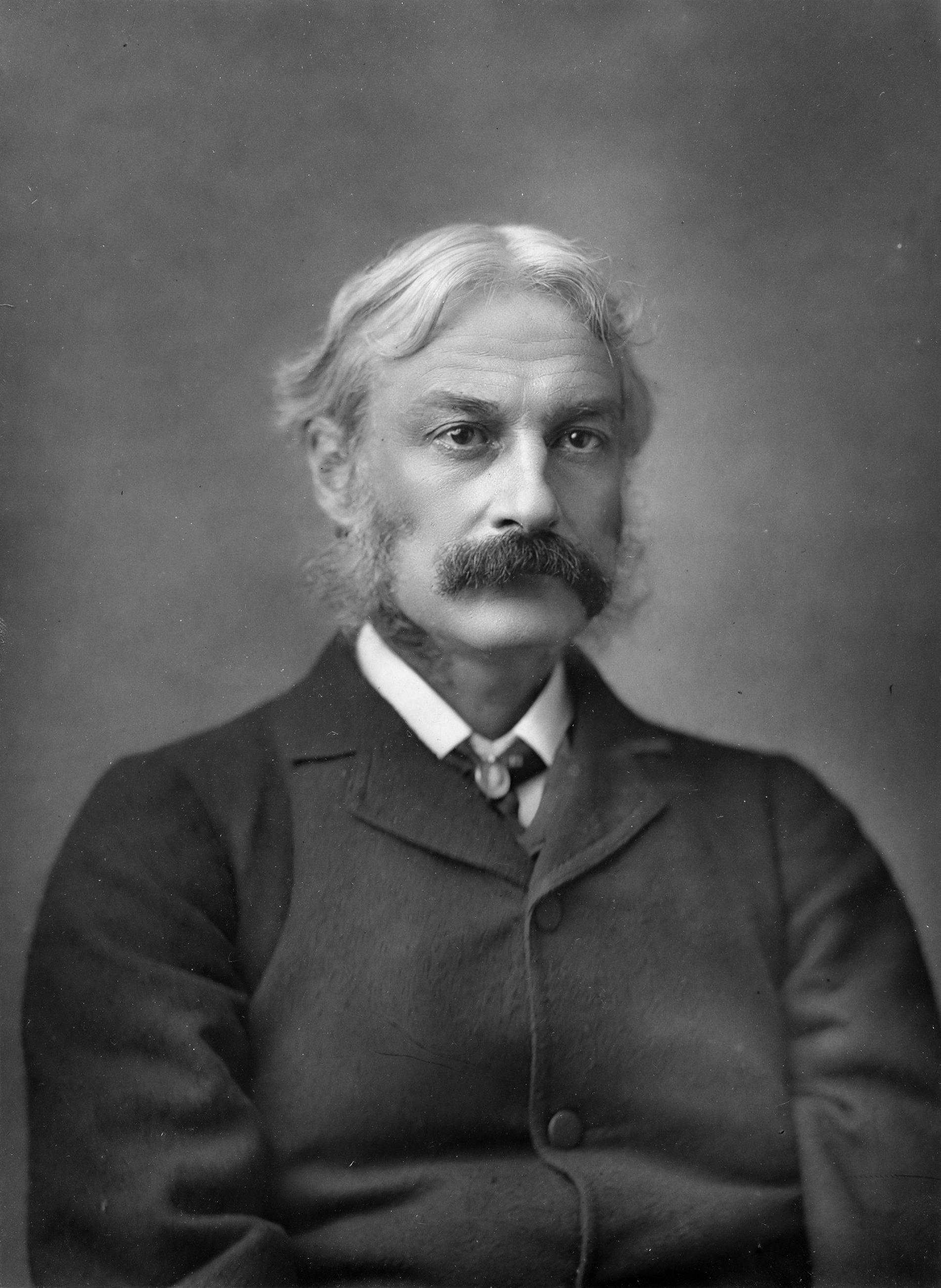
Эндрю Лэнг — 4-й президент сообщества, занимавший пост с 1888 по 1892 годы

- 1878-79 Джеймс Гримстоун
- 1880-85 Фредерик Лигон
- 1885-88 Джордж Бинг
- 1888-92 Эндрю Лэнг
- 1892-95 Лоуренс Гомм
- 1895-97 Эдвард Клодд
- 1897-99 Альфред Натт
- 1899—1901 Эдвин Хартлэнд
- 1901-03 Эдвард Брэбрук
- 1903-04 Фредерик Йорк Поуэлл
- 1904-07 Уильям Роуз
- 1907-09 Мозес Гастер
- 1909-11 Шарлотта Бёрн
- 1911-13 Уильям Крук
- 1913-18 Роберт Маретт
- 1918-20 Альфред Хэддон
- 1920-22 Уильям Риверс
- 1922-24 Генри Балфор
- 1924-26 Джон Майерс
- 1926-28 Артур Райт
- 1928-30 Ричард Доукинс
- 1930-32 Генри Джеймс
- 1932-35 Герберт Роуз
- 1935-37 Самуэль Кук
- 1937-39 Мэри Бэнкс
- 1939-43 Джон Хаттон
- 1943-45 Лесли Ньюман
- 1945-47 Фитцрой Сомерсет
- 1947-48 Герберт Флёр
- 1948-51 Вальтер Хилдбург
- 1951-53 Артур Гомм
- 1953-55 Маргарет Мюррей
- 1955 Томас Бэгшейв
- 1956 (президент отсутствовал)
- 1956-59 Соня Бёрштейн
- 1959-61 Артур Вог
- 1961-63 Мэри Уильямс
- 1963-64 Питер Опай
- 1964-67 Дуглас Кеннеди
- 1967-70 Катарина Бриггз
- 1970-73 Стюарт Сандерсон
- 1973-76 Хильда Эллис-Дэвидсон
- 1976-79 Джошуа Портер
- 1979-82 Уильям Рассел
- 1982-84 Кармен Блейкер
- 1984-87 Венеция Ньюэлл
- 1987-90 Джон Уидоусон
- 1990-93 Рой Джадж
- 1993-96 Жаклин Симпсон
- 1996-99 Джульетта Вуд
- 1999—2002 Вильгельм Николайсен
- 2002-05 Марион Боумэн
- 2005-08 Уильям Райан
- 2008-11 Эдвард Касс
- 2011-14 Роберт Макдауэлл
- 2014-17 Джеймс Грейсон
- 2017-20 Патриция Лисат
- 2020-н. в. Оуэн Дэвис[англ.]